# (143651) 2003 QO104
2003 كيو أو 104 (ويعرف أيضًا باسم (143651) 2003 كيو أو 104 وفق تسمية الكوكب الصغير) (بالإنجليزية: 2003 QO104)‏ هو كويكب ضمن حزام الكويكبات؛ وترتيبه 143651 من حيث الاكتشاف.
اكتُشف هذا الجُرم الفلكي بواسطة تعقب الأجرام القريبة من الأرض في 31 أغسطس 2003.

## وصلات خارجية
- (143651) 2003 QO104 في قاعدة بيانات مختبر الدفع النفاث لأجرام النظام الشمسي الصغيرة

- الاكتشاف · مخطط المدار ·  العناصر المدارية · المعلمات المادية

- (143651) 2003 QO104 على موقع ويكي سكاي: DSS2, SDSS, GALEX, IRAS, Hydrogen α, X-Ray, Astrophoto, Sky Map, Articles and images